# Грем'яча (притока Хоролу)
Грем'яча, Грем'ячка — річка в Україні, у Миргородському районі Полтавської області. Права притока Хоролу (басейн Дніпра).

## Опис
Довжина річки приблизно 12 км.

## Розташування
Бере початок на південному сході від Писарівки. Тече переважно на південний схід через Велику Грем'ячу, Малу Грем'ячу і на південно-західній стороні від Черевки впадає у річку Хорол, праву притоку Псла. 
Річку перетинає автомобільний шлях Т 1725.